# Empidonax affinis
Caça-moscas-dos-pinheiros ou papa-mosquitos-dos-pinheiros (Empidonax affinis) é uma espécie de ave da família Tyrannidae.
Pode ser encontrada nos seguintes países: Guatemala e México.
Os seus habitats naturais são: regiões subtropicais ou tropicais húmidas de alta altitude.